# Sin tetas no hay paraíso (novela)
Sin tetas no hay paraíso es una novela del escritor colombiano Gustavo Bolívar.[cita requerida] Fue publicada en el 2005.

## Sinopsis
A sus escasos 13 años, cuando notó que las niñas pobres de su barrio empezaron a aparecer con ropas de marca, finos relojes, motocicletas ruidosas, celulares de última generación y electrodomésticos modernos para sus casas, el corazón de Catalina empezó a angustiarse. Preguntó a sus amigas como lo hacían y la respuesta de Yésica, La Diabla, la proxeneta, tan solo un año mayor que ella, fue contundente: Le toca darlo, amiga. Le toca acostarse con "los tales" (los narcos).
Después de pensarlo poco, aceptó, pero se estrelló con un problema. Los narcos no la aceptaron en sus camas por tener las tetas pequeñas y tampoco se podía operar sin el dinero de los narcos. Catalina nunca imaginó que la prosperidad y la felicidad de las niñas de su generación estaban condicionadas al tamaño de su brasier.
A partir de entonces, la pobre solo tuvo un sueño: Agrandarse las tetas para encajar en la estética de los narcotraficantes y por esa vía llegar al paraíso de la opulencia.
En ella, como en muchas jovencitas de su generación, confluyeron los ingredientes de un cóctel peligroso: De un lado la ignorancia, mezclada con vanidad y ambición, y del otro una sociedad que no brinda oportunidades a sus jóvenes y una madre laxa que no vio, no escuchó y no dijo nada cuando los síntomas de degradación familiar se hicieron presentes.
Con el camino despejado, y de la mano de Yésica, Catalina se lanzó a beberse el mundo de un solo sorbo. Viajaron de Pereira a Bogotá en busca de un médico que le fiara la operación y encontraron uno que por una noche de placer le puso unas prótesis de segunda mano. Es decir, usadas, recién sacadas de los senos de otra paciente. Con las tetas grandes y reutilizadas, Catalina empezó a vivir una época de falsa prosperidad. Grandes fincas, largos viajes, autos lujosos, lindos hoteles, costosos regalos, dinero a borbotones y hasta un narco dispuesto a casarse con ella: Marcial Barrera.
Mientras vivía su fantasía, Catalina se olvidó de su hermano Bayron, de doña Hilda, su madre, y de su novio del barrio, Albeiro. El joven pasaba por su casa todos los días a preguntar si había regresado o al menos llamado, pero doña Hilda le respondía siempre de la misma manera: "No ha dado señales de vida". En ese vaya y venga doña Hilda y Albeiro resultaron enamorados. El novio y la madre de Catalina juntaron necesidades y se entregaron al amor. Byron, por su lado, es reclutado para ser sicario y abandona así sus estudios para validar el bachillerato.
Entre tanto, la fantasía de Catalina empezaba a desmoronarse. Sus implantes de silicona le generaron una alergia terrible que la obligó a retirárselos. Como su fuera poco, el cirujano le prohibió operarse antes de dos años, ya que pondría en riesgo su vida. Y como ella centró todo su universo en las tetas, sintió que había perdido atractivo para los hombres que la pretendían. Y así fue. La Catalina sin prótesis dejó de ser atractiva para la mafia. Yésica, llevada por la gran envidia que le producía la buena vida de su amiga al lado de Marcial, aprovechó el mal momento de Catalina y se inventó la manera de traicionarla para quedarse con su marido y con su fortuna, y lo logró. La pobre fue recogiendo las tempestades que sembró y llegó un momento en que se le juntaron todas las desgracias. Su hermano Bayron fue baleado por la policía y su madre quedó embarazada de su novio Albeiro.
Con tantas calamidades encima, producto de la suma de sus desaciertos, Catalina no tuvo otra salida que la muerte. Pero como fue cobarde a la hora de suicidarse, primero con una letal mezcla de éxtasis con alcohol, posteriormente desde una gran altura y por último con el revólver de Pelambre, optó por mandarse a matar. Utilizó a Pelambre, un escolta de Marcial que se había enamorado de ella, para que la asesinara haciéndole creer al pobre que iba a matar a Yésica cuya traición ya había descubierto.
Al escuchar el rugir de la motocicleta donde se transportaban los sicarios que venían a matarla, Catalina abrió La Biblia en el lugar que le indicaba el delgado cordón azul de satín. Manchó, sin proponérselo, un par de párrafos con sus lágrimas tachó con un esfero rojo un versículo de San Lucas, con evidente rabia, escribió sobre él, con afán, una frase lapidaria, y cerró los ojos al sentir los pasos de su asesino. En un instante viajó por su vida con asombrosa nitidez y se entregó a la muerte. Cuando pudo liberar sus penas y mandar sus apegos al diablo, escuchó los 4 disparos que le arrebataron la vida que ya no quería y que, a lo mejor, ya no tenía. Cayó al piso, sin mucho estruendo y con ella, la estupidez que la acompañó desde que se antojó por aquellas cosas que no podía, ni debía, ni necesitaba tener. Con Catalina murieron sus demonios, pero crecieron y se fortalecieron los de Yésica, La Diabla.

## Segunda parte
Gustavo Bolívar anunció su segundo libro, Sin Tetas Sí Hay Paraíso para el 2015, sobre la continuación de la temática de la primera entrega.

## Adaptaciones

### Adaptaciones televisivas
- Sin tetas no hay paraíso (Adaptación colombiana)
- Sin tetas no hay paraíso (Adaptación española)
- Sin senos no hay paraíso

### Adaptación Al Cine
- Sin tetas no hay paraíso (película)

### Adaptación Al teatro
- Sin tetas no hay paraíso (teatro) (Adaptación mexicana)